# Arlington (Texas)
Arlington ist eine Stadt im Tarrant County des US-Bundesstaats Texas. Das U.S. Census Bureau hat bei der Volkszählung 2020 eine Einwohnerzahl von 394.266 ermittelt.
Sie stellt eine principal city des Verdichtungsraumes Dallas-Fort-Worth-Metroplex dar und beherbergt das Baseballteam Texas Rangers und deren Stadion, das Globe Life Field, zwei Freizeitparks (Six Flags Over Texas und Six Flags Hurricane Harbor) und das neue Stadion des Footballteams Dallas Cowboys. Die Stadt liegt etwa 20 km östlich von Fort Worth und etwa 32 km westlich von Dallas. Es teilt eine gemeinsame Gemeindegrenze mit Kennedale, Grand Prairie, Mansfield und Fort Worth und umgibt die beiden selbständigen Enklavengemeinden Dalworthington Gardens und Pantego.

## Geographie
Laut dem United States Census Bureau verfügt die Stadt über eine Gesamtfläche von 256,5 km² (99,0 mi²). Der Mark Holtz Lake wurde künstlich angelegt.

## Geschichte

1926 Karte von Arlington

Die Stadt wurde 1875 gegründet und nach Arlington im US-Bundesstaat Virginia benannt. Nach Ankunft der Eisenbahn 1876 wuchs es als Zentrum der Baumwollverarbeitung und der Landwirtschaft. Stadtrechte erhielt Arlington 1884. Eine größere Industrialisierung fing erst 1954 an, als ein Werk der General Motors gebaut wurde. Die Automobil- und Raumfahrtindustrien haben zu einem der höchsten Bevölkerungswachstumsraten der Vereinigten Staaten zwischen 1950 und 1990 beigetragen.

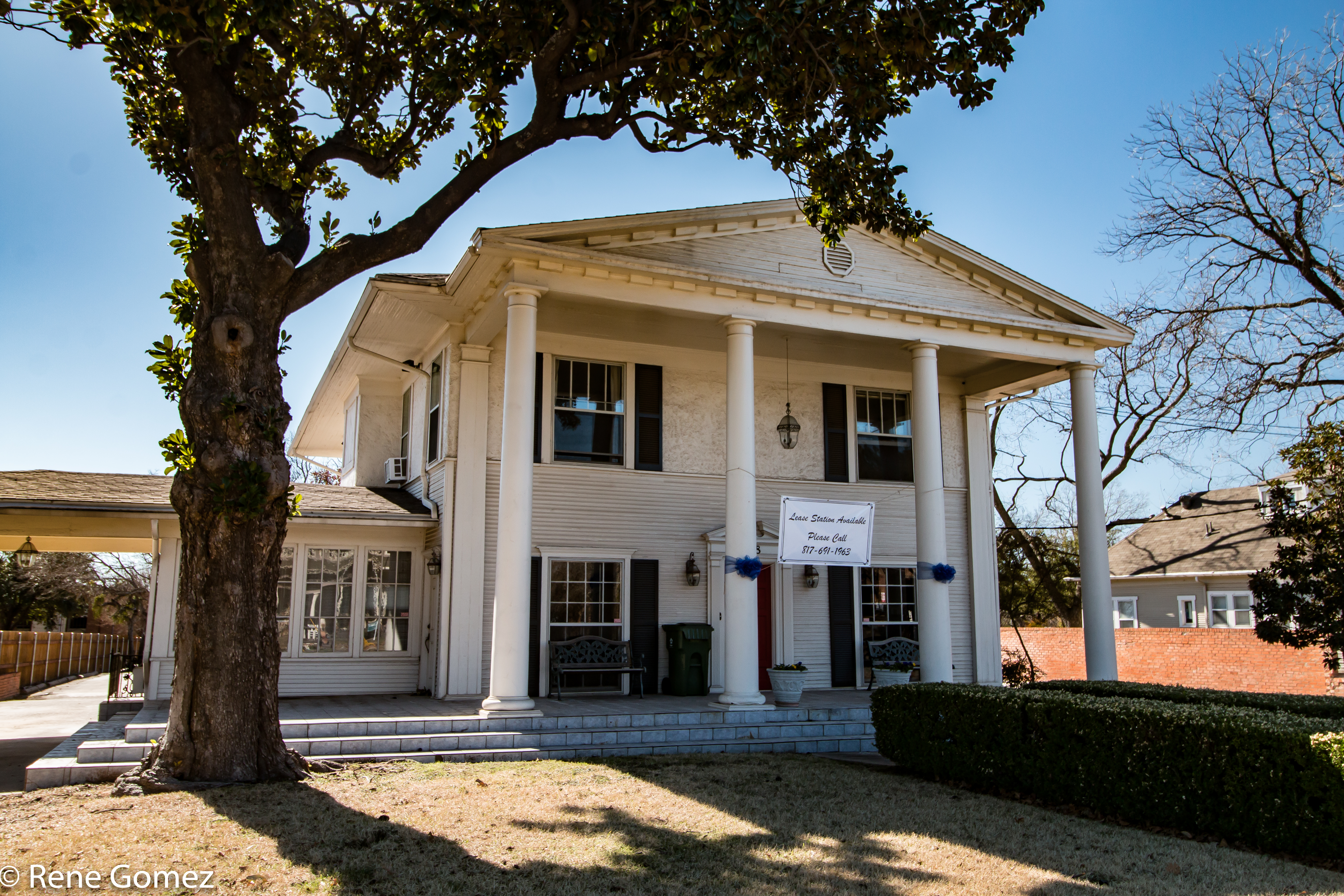
Das Vaught House (2017) ist seit August 2005 im National Register of Historic Places eingetragen.

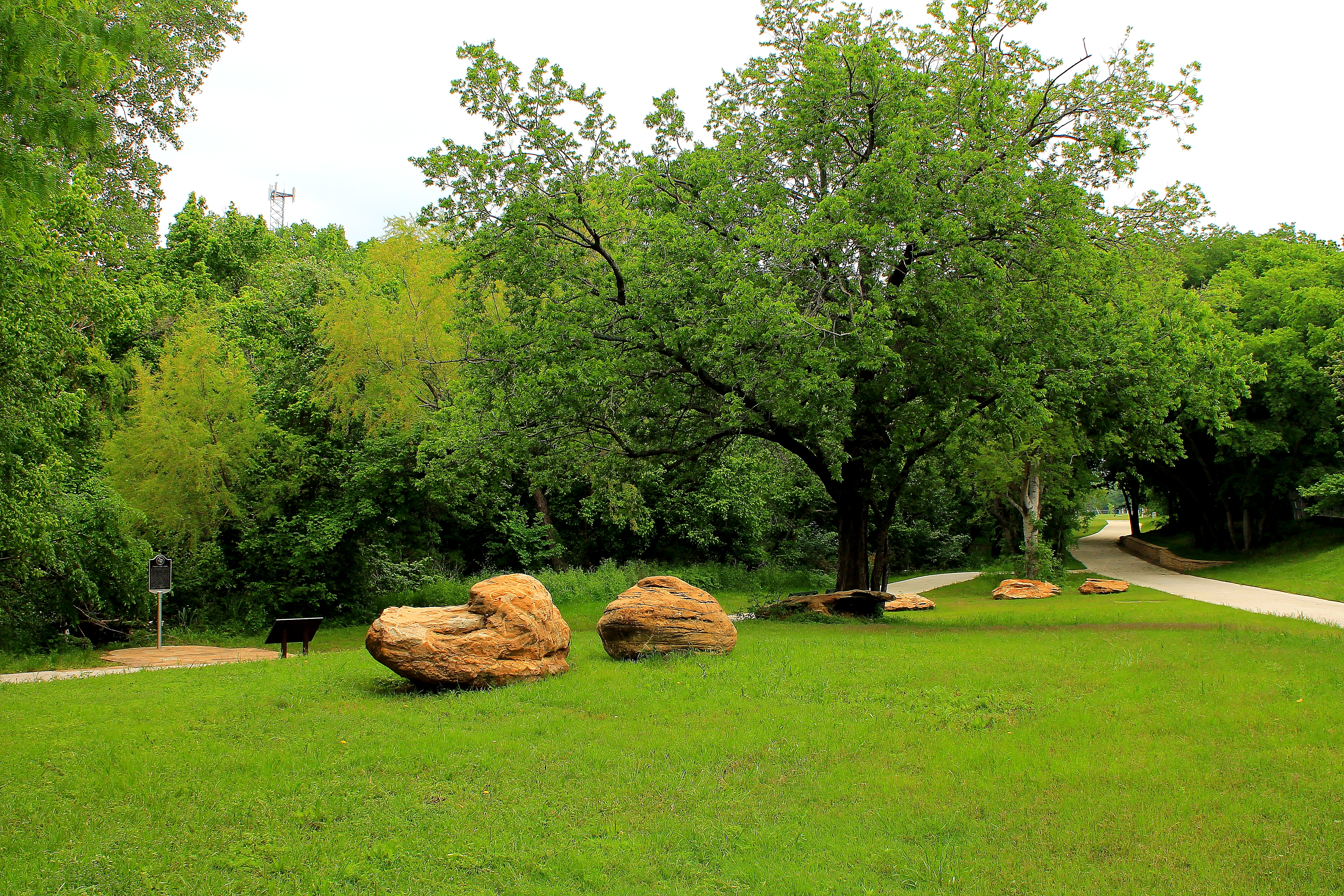
Die Marrow Bone Spring Archeological Site ist seit November 1978 im NRHP eingetragen.

Sieben Bauwerke, Bezirke und Stätten in der Stadt sind insgesamt im National Register of Historic Places (NRHP) eingetragen (Stand 21. Oktober 2020), darunter die Marrow Bone Spring Archeological Site, der Old Town Historic District und das Vaught House.

## Schulen und Colleges
Der Arlington Independent School District (AISD) leitet den Großteil der staatlichen Schulen. Die sechs High Schools der AISD sind die Arlington, James Bowie, Sam Houston, Mirabeau B. Lamar, James Martin und Juan Seguín. Den südlichen Teil Arlingtons leitet der Mansfield Independent School District.
Außerdem sind in Arlington die University of Texas at Arlington (UTA), der südöstliche Campus des Tarrant County Colleges und das Arlington Baptist College. Die University of Texas at Arlington ist die drittgrößte Universität in Texas, derzeit sind 25.297 Studenten immatrikuliert (Stand: Herbst 2004).

## Sport
Arlington ist die Heimat der Major-League-Baseballmannschaft der Texas Rangers und ist seit 2009 der Sitz der Dallas Cowboys (American Football).
Wie überall in Texas hat der High-School-Football am Freitagabend zahlreiche Fans in allen Altersklassen.
- 2011 war Arlington Gastgeber des Super Bowl XLV.
- 2016 war Arlington Austragungsort der WWE WrestleMania 32.
- 2020 war Arlington Austragungsort der World Series 2020.

## Verkehr
Arlington ist die größte Stadt der USA, die über kein klassisches ÖPNV-System verfügt. Die Bürger hatten mehrfach dagegen gestimmt. 2013 wurde eine Buslinie eingeführt, 2018 aber wieder abgeschafft. Sie wurde durch ein Ridepooling-System des Anbieters Via ersetzt.
Am örtlichen Flughafen Arlington Municipal Airport (ICAO-Code: KGKY) finden sich unter anderem Testeinrichtungen von Bell Helicopter. Durch Arlington führt der U.S. Highway 287.

## Medien
In der Stadt gibt es mehrere Radiosender. So sendet unter anderem KLTY („Lite 94 Christian Music“) ein leichtes christliches Musikprogramm.

## Städtepartnerschaft
Seit 1951 ist Bad Königshofen in Bayern Partnerstadt von Arlington.

## Persönlichkeiten

### Söhne und Töchter der Stadt
- Ronnie Coleman (* 1964), Bodybuilder, 8-facher Mister Olympia
- David Williams (* 1980), Pokerspieler
- Jonathan Murphy (* 1981), Schauspieler
- Lacey Sturm (* 1981), Sängerin
- Mickey Guyton (* 1983), Countrysängerin
- Randi Miller (* 1983), Ringerin und Mixed-Martial-Arts-Kämpferin
- Taylor Cole (* 1984), Schauspielerin und Model
- Rebekah Kennedy (* 1984), Schauspielerin
- Ben Rappaport (* 1986), Schauspieler
- Jon Rheault (* 1986), Eishockeyspieler
- Nathaniel Lammons (* 1993), Tennisspieler
- Jennifer Stone (* 1993), Schauspielerin
- Hayley Orrantia (* 1994), Schauspielerin
- Myles Garrett (* 1995), American-Football-Spieler
- Slade Pearce (* 1995), Schauspieler
- Caleb Jones (* 1997), Eishockeyspieler
- Madison Pettis (* 1998), Schauspielerin
- Johan Gómez (* 2001), US-amerikanisch-mexikanischer Fußballspieler

### Persönlichkeiten, die vor Ort gewirkt haben
- Tom Vandergriff (1926–2010), Politiker und 26 Jahre lang Bürgermeister von Arlington (1951–1977)
- James Dillion (1929–2010), Diskuswerfer
- Robert Cluck (* 1939), Kommunalpolitiker; seit 2003 Bürgermeister von Arlington
- Keith Ackerman (* 1946), anglikanischer Bischof der Episkopalkirche der USA
- Sandra Brown (* 1948), Bestseller-Autorin
- Kelcy Warren (* 1955), Bauingenieur, Milliardär und Lobbyist
- Ralph McPherson (* 1958), Basketballspieler
- David W. Allen (* 1961), Kartograph
- Ute Sander, deutsches Fotomodell und Schauspielerin
- Ronnie Coleman (* 1964), Bodybuilder
- Roy Tarpley (1964–2015), Basketballspieler
- Billy Miller (1979–2023), Schauspieler
- Bethany Joy Lenz (* 1981), Schauspielerin, Sängerin und Songschreiberin
- Katie Featherston (* 1982), Schauspielerin
- Tervel Dlagnev (* 1985), US-amerikanischer Ringer bulgarischer Herkunft
- Chris Babb (* 1990), Basketballspieler
- Avery Bradley (* 1990), Basketballspieler
- Kirstin Maldonado (* 1992), Sängerin, Songwriterin, und Mitglied der A-cappella-Gruppe Pentatonix
- Emmanuel Mudiay (* 1996), kongolesisch-US-amerikanischer Basketballspieler

### Popband
- Pentatonix (gegründet 2011), A-cappella-Gruppe